# Libro verde (Unione europea)
Il Libro verde è una comunicazione con la quale la Commissione europea illustra lo stato di un determinato settore da disciplinare e chiarisce il suo punto di vista in ordine a certi problemi; fa parte dei cosiddetti "atti atipici" previsti ma non disciplinati dal Trattato CEE, questo tipo di comunicazioni può avere carattere informativo, decisorio, dichiarativo o interpretativo, ed è sottoposto al regime di pubblicità.

## Definizione
Secondo la definizione ufficiale riportata sul portale dell'Unione europea:
Inoltre questi documenti sono pubblicati anche dalle amministrazioni regionali e dal governo italiano.
Inizialmente il colore prescelto fu il bianco: tant'è che la prima pubblicazione assimilabile all'attuale libro verde  viene pubblicata nel maggio del 1984 ed è intitolata Televisione senza frontiere: libro bianco sull'istituzione del mercato comune delle trasmissioni radiotelevisive, specialmente via satellite e via cavo. Successivamente per libro bianco si intese un documento contenente proposte di azione.

## Libro Verde in materia di turismo
Nell'aprile del 1994 ad Atene nasce l'esigenza di un Libro Verde della Commissione delle Comunità Europee per facilitare e stimolare una riflessione generale sul ruolo dell'UE a favore del turismo; è aperta così una consultazione a diversi livelli operativi e di responsabilità fra i soggetti interessati, sia pubblici che privati. Il 4 aprile del 1995 il Consiglio d'Europa approva un documento “ruolo” elaborato dalla Commissione delle Comunità europee (LVT), finalizzato a fare chiarezza sulle intenzioni degli stati membri rispetto al settore, viene pubblicato con il titolo Libro verde sul ruolo dell'Unione in materia di turismo.